# (73) Clitia
(73) Clitia es un asteroide perteneciente al cinturón de asteroides descubierto el 7 de abril de 1862 por Horace Parnell Tuttle desde el observatorio del Harvard College en Cambridge, Estados Unidos. Está nombrado por Clitia, un personaje de la mitología griega.

## Características orbitales
Clitia orbita a una distancia media de 2,664 ua del Sol, pudiendo acercarse hasta 2,547 ua y alejarse hasta 2,781 ua. Tiene una excentricidad de 0,04402 y una inclinación orbital de 2,371°. Emplea 1588 días en completar una órbita alrededor del Sol.